# Francisco J. Ayala
Francisco José Ayala (12. března 1934 Madrid – 5. března 2023) byl americký biolog a filozof španělského původu, působící na univerzitě v kalifornském městě Irvine (University of California, Irvine). V rodném Španělsku studoval Univerzitu v Salamance a původně se chtěl věnovat dráze katolického duchovního. V roce 1960, po vysvěcení na kněze, vstoupil k dominikánům, ještě týž rok se však duchovní dráhy zřekl. V roce 1961 univerzitní studia úspěšně dokončil a vycestoval do USA. Na Columbijské univerzitě v New Yorku pokračoval v dalším studiu, jež završil ziskem doktorátu v roce 1964. V roce 1971 získal státní občanství USA.
Předsedal výboru Americké asociace pro rozvoj vědy (AAAS). Na domovské univerzitě v Irvine působil jako profesor biologie, filozofie a logiky.

## Vědecká činnost, aktivity
Proslavil se zejména výzkumem na poli evoluční biologie a genetiky, široký záběr jeho výzkumných aktivit mu přinesl přízvisko „renesanční osobnost evoluční biologie“. Jeho detailní výzkum způsobu reprodukce prvoka druhu Trypanosoma cruzi, původce tzv. Chagasovy choroby, otevřel nové obzory možnostem léčby a prevence tohoto infekčního onemocnění, postihujícího miliony lidí zejména v regionu latinské Ameriky.
Patří k čelným kritikům snah konzervativních amerických zákonodárců zakázat či omezit výzkum kmenových buněk. Aktivně se angažuje v tzv. Kampani na obranu Ústavy, hnutí za striktní odluku církve od státu, jehož členové zásadně odmítají plány konzervativců na seškrtání finančních prostředků věnovaných výzkumu kmenových buněk.
Je znám rovněž jako kritik teorie tzv. kreacionismu a inteligentního plánu, k níž se staví jako k pseudovědecké tezi bez reálného vědeckého základu. Zastává se naproti tomu evoluční teorie, jež se dle něj vůbec nemusí vylučovat s vírou v Boha, právě naopak, Boží existenci připouští. Východiskem k tomuto specifickému závěru je mu tzv. teodicea, teologicko-filozofická teze, objasňující otázku, proč Bůh, je-li všemohoucí a dobrý, připouští existenci Zla. Právě teodicea dle něj slučuje jak závěry evoluční teorie, tak představy biblického Stvoření. Ayala tak, podobně jako např. de Chardin, předkládá originální syntézu biblické představy Stvoření s evoluční teorií.
V říjnu 2006 se zúčastnil diskusního symposia Beyond Belief, zaměřeného na otázky vztahu vědy a víry.

## Sexuální vyšetřování obtěžování a rezignace
V červnu 2018 Univerzita v Irvine oznámila, že po interním vyšetřování potvrdila obvinění čtyř žen, které tvrdily, že je Ayala sexuálně obtěžoval. Ayala rezignoval, aniž by se stal emeritním profesorem, a univerzita odstranila jeho jméno z fakulty biologických věd, vědecké knihovny a odstranila židle, které byly po něm pojmenovány.

## Ocenění
Francisco J. Ayala získal za své objevy řadu ocenění. V roce 2001 mu prezident USA udělil Národní medaili za přínos vědě. V roce 2007 obdržel jako jeden ze sta oceněných pamětní medaili k dvoustému výročí Mount Saint Mary's University ve státě Maryland. Ocenila jej Akademie věd České republiky, jež mu udělila pamětní Medaili Gregora Johanna Mendela, obdržel ocenění italských vědeckých institucí (Italská akademie věd v Římě, výzkumný institut Stazione Zoologica v Neapoli), Cenu předsedy Amerického institutu přírodních věd, ocenění Americké asociace pro rozvoj vědy (AAAS) za přínos svobodnému a zodpovědnému vědeckému bádání, Medaili francouzské Collège de France, Medaili domovské University of California, Irvine, Čestné vědecké ocenění společnosti SACNAS, Cenu Williama Protectora společnosti Sigma Xi při Cornell University. V roce 2010 obdržel Templetonovu cenu.
Ayalovo jméno nese univerzitní knihovna jeho domovské univerzity v kalifornském Irvine.
Ayala je členem Národní akademie věd Spojených států amerických, Americké akademie umění a věd a Americké filozofické společnosti. Mimoto je rovněž zahraničním členem Ruské akademie věd, Italské akademie věd, Španělské královské akademie věd, Mexické akademie věd a Srbské akademie věd. Obdržel čestný doktorát Aténské univerzity, Boloňské univerzity, Barcelonské univerzity, Baleárské univerzity, Univerzity v Leónu, Madridské univerzity, Univerzity v Salamance, Univerzity ve Valencii, Univerzity ve Vigu, Univerzity Dálného východu ve Vladivostoku, Varšavské univerzity, Masarykovy univerzity v Brně a Jihočeské univerzity v Českých Budějovicích.

## Osobní život
Francisco J. Ayala se narodil ve španělském Madridu, jeho rodiči byli Francisco Ayala a Soledad Pereda. Koncem 60. let se Ayala seznámil s Mary Henderson, s níž se oženil 27. května 1968. Měli spolu dva syny: Francisca Josého (narozen r. 1969) a Carlose Alberta (narozen r. 1972). Jeho druhá žena, Dr. Hana Ayala (rozená Lošťáková), je českého původu a pracuje jako ekoložka. Vzali se roku 1985 v Praze a v současnosti žijí v kalifornském Irvine.

## Publikované práce
Ayala publikoval přes 950 spisů a 30 knih. K jeho novějším spisům patří např.:
- In the Light of Evolution: Adaptation and Complex Design (Ve světle evoluce: Adaptace a komplexní design)
- Human Evolution. Trails from the Past (Evoluce člověka. Stopy minulosti)
- Creacionismo, Cristianismo y Evolución (Kreacionismus, křesťanství a evoluce)
- Darwin’s Gift to Science and Religion (Darwinův přínos vědě a náboženství)
- La Evolución de un Evolucionista. Escritos Seleccionados (Evoluce dle evolucionisty. Sebrané spisy)
- Darwin and Intelligent Design (Darwin a inteligentní plán)
- La piedra que se volvió palabra. Las claves evolutivas de la humanidad (Slova, skýtající drahokam. Klíče k vývoji lidstva)
- Systematics and the Origin of Species. On Ernst Mayr’s 100th Anniversary (Systematika a původ druhů. Věnováno stému výročí narození Ernsta Mayra)
- Handbook of Evolution: The Evolution of Living Systems (Including Hominids), Volume 2 (Příručka evoluční teorie: Evoluce živých organismů včetně hominidů, díl 2)
- Le Ragioni dell’ Evoluzione (Myšlenky k evoluci)
- Human Evolution: Biology, Culture, Ethics (Bilologické, kulturní a etické aspekty teorie lidské evoluce).